# Pristimantis obmutescens
Pristimantis obmutescens es una especie de anfibio anuro de la familia Craugastoridae.

## Distribución
Esta especie es endémica de la Cordillera Central en Colombia. Habita entre los departamentos de Cauca y Huila a 3200 y 3500 m sobre el nivel del mar.

## Descripción
Los machos miden de 21.4 a 26.6 mm y las hembras de 28.5 a 38.4 mm.

## Publicación original
- Lynch, 1980 : New species of Eleutherodactylus of Colombia (Amphibia: Leptodactylidae). 1. Five new species from the Paramos of the Cordillera Central. Caldasia, Bogotá, vol. 13, n.º 61, p. 165-188[5]